# وولیسوس
وولیسوس (به لاتین: Volissos) یک روستا در یونان است که در خیوس واقع شده‌است.